# 平手則男
平手 則男（ひらて のりお、1948年12月8日 - ）は、北海道中川郡本別町出身のスピードスケート選手・指導者である。札幌五輪・インスブルック五輪日本代表。

## 来歴
釧路第一高校卒業後、三協精機に入社。
1972年に開催された札幌オリンピックで初代表に選ばれ500m出場。17位。
1975年に開催された第1回全日本スプリント選手権で優勝を果たす。
1976年のインスブルックオリンピックでは500mと1000mに出場。500m16位、1000m30位。
引退後は三協精機の監督に就任。
1980年のレークプラシッドオリンピックでは日本代表コーチを務める。
その後は清水宏保の指導に当たり、長野オリンピックでの金メダル獲得をサポートした。
清水とともに三協精機を退社した後はマネジメントコーチに就任。2005年まで指導に当たった。
2008年、大菅小百合の専属コーチに就任。